# تشارلز ك. وليامز
تشارلز ك. وليامز (بالإنجليزية: Charles K. Williams) هو قاضي ومحامي وسياسي أمريكي، ولد في 4 يناير 1782 في كامبريدج في الولايات المتحدة، وتوفي في 9 مارس 1853 في الولايات المتحدة. حزبياً، نشط في حزب اليمين. وقد انتخب حاكم فيرمونت ‏ (11 أكتوبر 1850 – أكتوبر 1852) وانتخب عضو مجلس نواب فيرمونت.